# Lachnolaimus

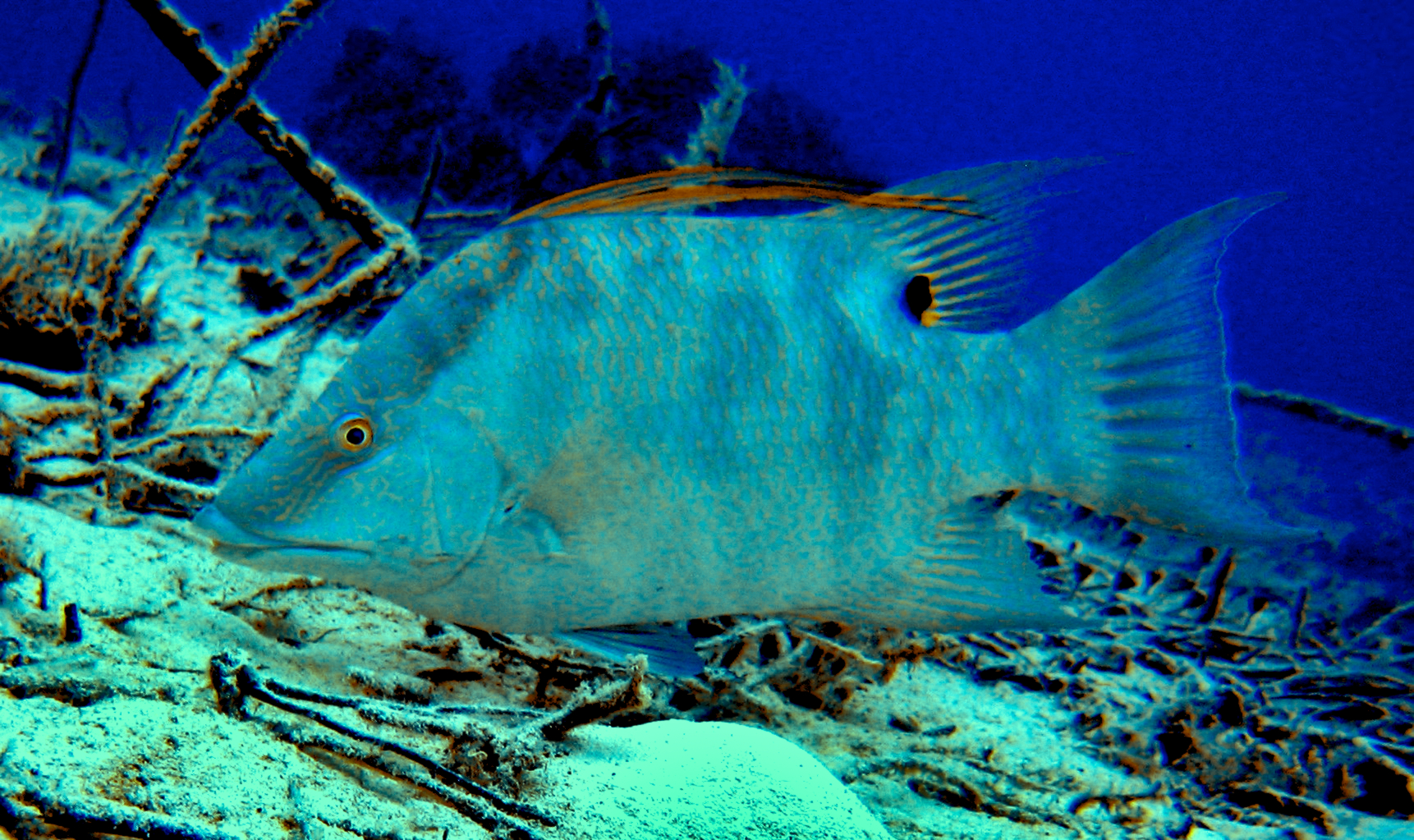
Lachnolaimus maximus fotografiat a Puerto Morelos (Yucatán, Mèxic)

Lachnolaimus és un gènere de peixos de la família dels làbrids i de l'ordre dels perciformes.

## Taxonomia
- Lachnolaimus maximus (Walbaum, 1792)[2][3][4]